# Mosty łyżwowe i pontonowe w Warszawie

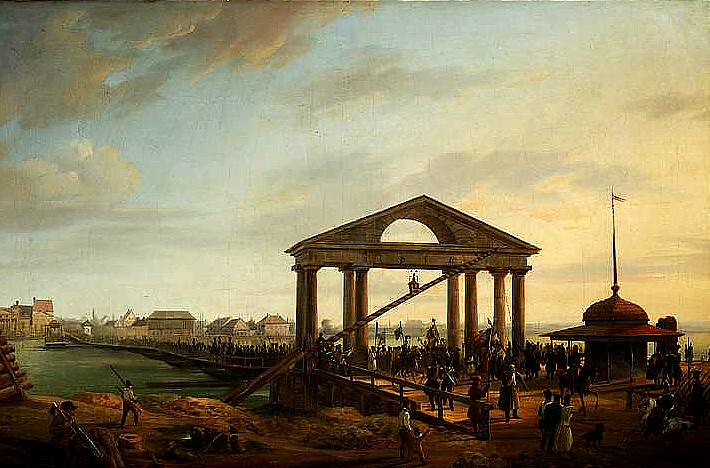
Most łyżwowy w roku 1831 na obrazie Zaleskiego, w miejscu którego wzniesiono później most Kierbedzia

Mosty łyżwowe i pontonowe – prowizoryczne mosty budowane w Warszawie z okazji przeprowadzania elekcji lub przeprawy wojsk.

## Konstrukcja
- płaskodenne łodzie (łyżwy)

- w latach 1656–1657 – 2 mosty,
- w latach 1702–1707 – 6 mostów

Budowano je, aby nie ryzykować budowy stałego mostu ze względu na koszty i niespokojne czasy.
- w latach 1775–1794 istniał stały łyżwowy most Ponińskiego
- w grudniu 1830 zniszczeniu uległ most łyżwowy znajdujący się między ulicą Spadek i rogatkami Golędzinowskimi (później przemianowanymi na Petersburskie); został wkrótce odbudowany[2][3]. Kolejny nadal widoczny jest na mapie z 1848[4].

W czasie niskiego stanu wody w Wiśle na wysokości ulic Karowej i Bednarskiej widoczne są drewniane pale – relikty budowanych w tym miejscu mostów łyżwowych.